# Удлинённая четырёхугольная пирамида
Удлинённая четырёхуго́льная пирами́да — один из многогранников Джонсона (J8, по Залгаллеру — М2+П4).
Составлена из 9 граней: 4 правильных треугольников и 5 квадратов. Каждая треугольная грань окружена одной квадратной и двумя треугольными; среди квадратных 1 грань окружена четырьмя квадратными, другие 4 — тремя квадратными и одной треугольной.
Имеет 16 рёбер одинаковой длины. 8 рёбер располагаются между двумя квадратными гранями, 4 ребра — между квадратной и треугольной, остальные 4 — между двумя треугольными.
У удлинённой четырёхугольной пирамиды 9 вершин. В 4 вершинах (расположенных как вершины квадрата) сходятся три квадратных грани; в 4 вершинах (расположенных как вершины другого квадрата) — две квадратных и две треугольных; в 1 вершине — четыре треугольных.
Удлинённую четырёхугольную пирамиду можно получить из двух многогранников — куба и квадратной пирамиды, все рёбра у которой одинаковой длины (J1), — приложив основание пирамиды к одной из граней куба.

## Метрические характеристики
Если удлинённая четырёхугольная пирамида имеет ребро длины {\displaystyle a}, её площадь поверхности и объём выражаются как
{\displaystyle S=\left(5+{\sqrt {3}}\right)a^{2}\approx 6{,}7320508a^{2},}
{\displaystyle V=\left(1+{\frac {\sqrt {2}}{6}}\right)a^{3}\approx 1{,}2357023a^{3}.}

## В координатах
Удлинённую четырёхугольную пирамиду с длиной ребра {\displaystyle 2} можно расположить в декартовой системе координат так, чтобы её вершины имели координаты
- {\displaystyle (\pm 1;\;\pm 1;\;\pm 1),}
- {\displaystyle (0;\;0;\;1+{\sqrt {2}}).}

При этом ось симметрии многогранника будет совпадать с осью Oz, а две из четырёх плоскостей симметрии — с плоскостями xOz и yOz.

## Заполнение пространства
С помощью удлинённых четырёхугольных пирамид и правильных тетраэдров можно замостить трёхмерное пространство без промежутков и наложений (см. иллюстрацию).